# Талкибаев, Молдакасым Талкибаевич
Молдакасым Талкибаевич Талкибаев — советский хозяйственный, государственный и политический деятель.

## Биография
Родился в 1922 году в селе Чаган (ныне — Кербулакский район). Член КПСС.
Участник Великой Отечественной войны в составе 1075 стрелкового полка 8-й гвардейской дивизии. С 1946 года — на хозяйственной, общественной и политической работе. В 1946—1979 гг. — счетовод, секретарь райисполкома[какого?], слушатель Высшей партийной школы, 1-й секретарь Талдыкурганского горкома комсомола, советский и партийный деятель в Талды-Кургане, первый секретарь Талды-Курганского горкома КП Казахстана.
Избирался депутатом Верховного Совета Казахской ССР 9-го созыва.
Умер в Талды-Кургане в 1990 году.